# Avianca El Salvador

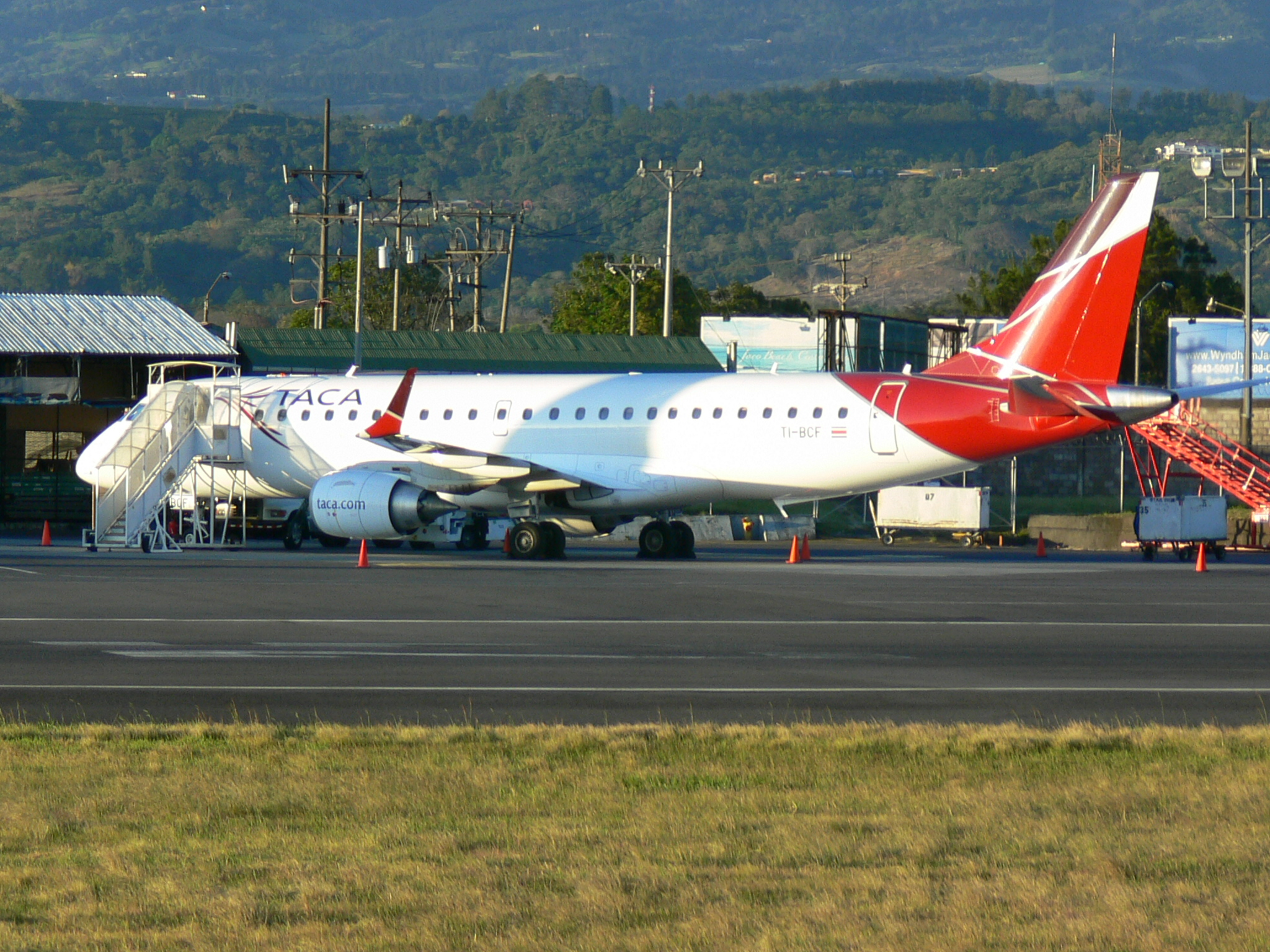
Embraer 190

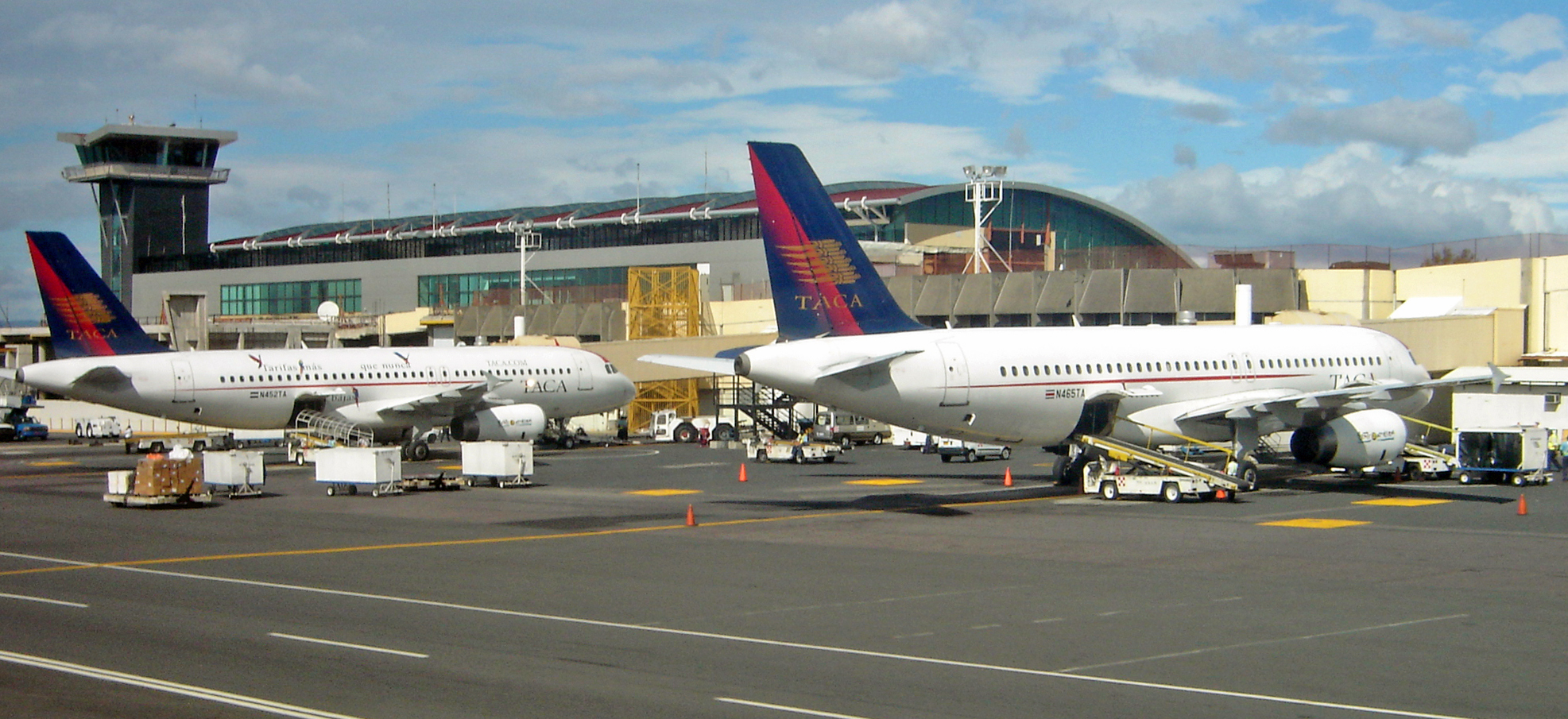
Dwa Airbusy linii na lotnisku Juan Santamaria International Airport w Kostaryce

Avianca El Salvador – linia lotnicza z Ameryki Środkowej. Do 2013 działająca pod nazwą Transportes Aereos del Continente Americano (TACA). Jest największym przewoźnikiem lotniczym w tej części świata.

## Porty docelowe

### Ameryka Południowa
- Argentyna
  - Buenos Aires (port lotniczy Buenos Aires-Ezeiza)
- Boliwia
  - La Paz (port lotniczy El Alto)
  - Santa Cruz (port lotniczy Viru Viru)
- Brazylia
  - São Paulo (port lotniczy São Paulo-Guarulhos)
- Chile
  - Santiago (port lotniczy Santiago de Chile)
- Ekwador
  - Guayaquil (port lotniczy Guayaquil)
  - Quito (port lotniczy Quito)
- Kolumbia
  - Bogota (port lotniczy Bogota-El Dorado)
  - San Andrés (port lotniczy San Andrés)
- Peru
  - Cuzco (port lotniczy Cusco-Alejandro Velasco Astete)
  - Lima (port lotniczy Lima-Jorge Chávez)
- Urugwaj
  - Montevideo (port lotniczy Montevideo-Carrasco)
- Wenezuela
  - Caracas (port lotniczy Caracas)

### Ameryka Północna
- Kanada
  - Toronto (port lotniczy Toronto-Lester B. Pearson)
- Meksyk
  - Cancún (port lotniczy Cancún)
  - Meksyk (port lotniczy Meksyk-Benito Juarez)
- Stany Zjednoczone
  - Chicago (port lotniczy Chicago-O’Hare)
  - Dallas (port lotniczy Dallas-Fort Worth)
  - Houston (port lotniczy Houston-George Bush)
  - Los Angeles (port lotniczy Los Angeles)
  - Miami (port lotniczy Miami)
  - Nowy Jork (port lotniczy Johna F. Kennedy’ego)
  - Oakland (port lotniczy Oakland)
  - San Francisco (port lotniczy San Francisco)
  - Waszyngton (port lotniczy Waszyngton-Dulles)

### Ameryka ŚrodkowaiKaraiby
- Belize
  - Belize City (port lotniczy Belize City)
- Dominikana
  - Santo Domingo (port lotniczy Santo Domingo)
- Gwatemala
  - Flores (port lotniczy Flores)
  - Gwatemala (port lotniczy Gwatemala-La Aurora)
- Honduras
  - La Ceiba (port lotniczy La Ceiba)
  - Roatán (port lotniczy Roatán)
  - San Pedro Sula (port lotniczy San Pedro Sula)
  - Tegucigalpa (port lotniczy Tegucigalpa)
- Kostaryka
  - San José (port lotniczy San José-Juan Santamaría)
- Kuba
  - Hawana (port lotniczy Hawana)
- Nikaragua
  - Managua (port lotniczy Managua)
- Panama
  - Panama (port lotniczy Panama-Tocumen)
  - Santiago (port lotniczy Ruben Cantu)
  - David (port lotniczy David)
- Salwador
  - San Salvador (port lotniczy Comalapa)

## Flota
Stan floty TACA Airlines na październik 2023:

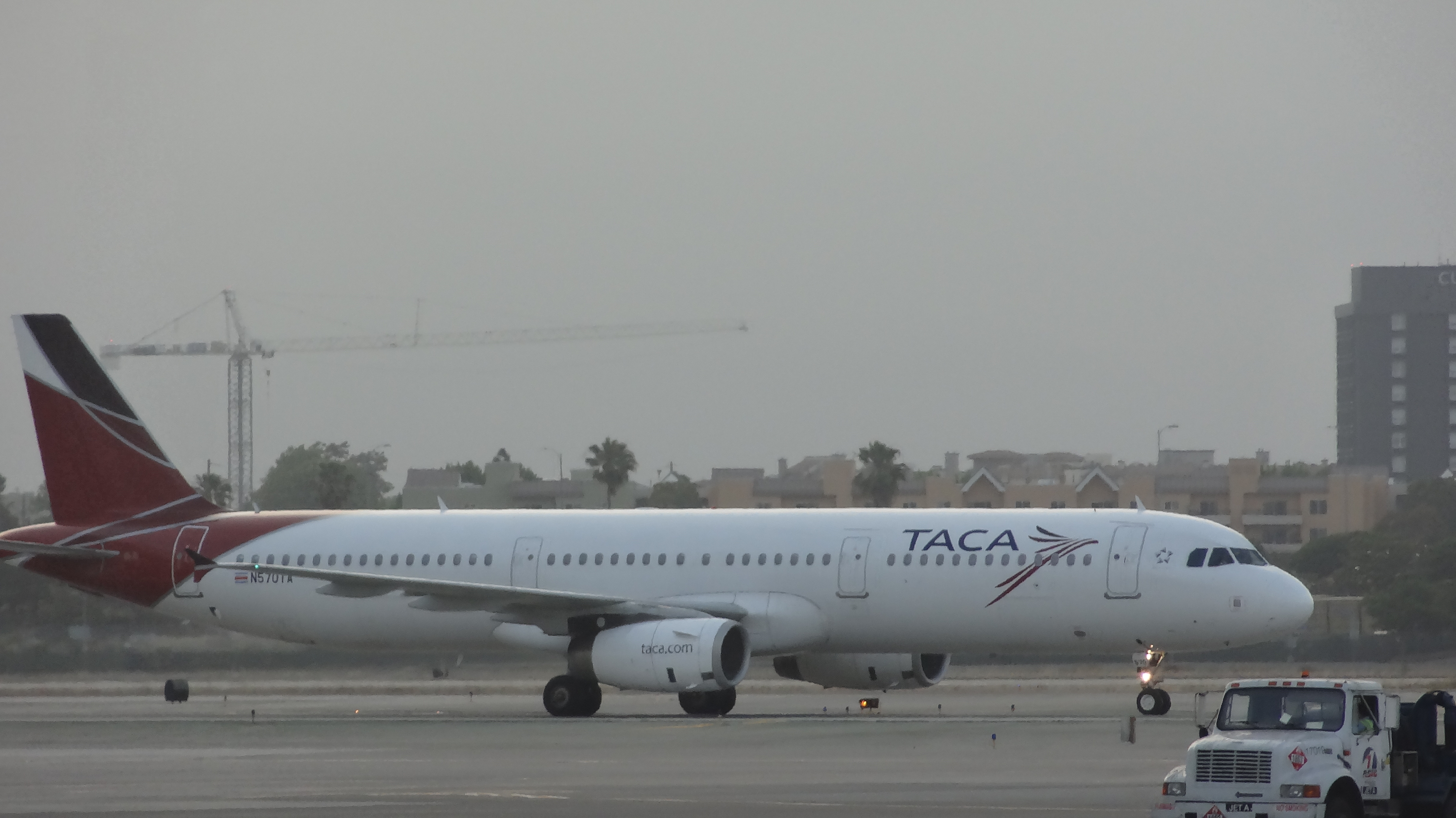
Airbus A321-200 lądujący na międzynarodowym lotnisku Los Angeles

- Airbus A320-200 (1 sztuka)
- Airbus A320neo (3 sztuki)

## Wypadki i Incydenty
- 3 czerwca 1945, Douglas DC-3 (nr. rej. YS-22) wylądował awaryjnie na torach kolejowych i zapalił się. Wszystkie 4 osoby na pokładzie przeżyły[3].

- 17 marca 1947, Lockheed C-60 Lodestar (nr. rej. YS-28) rozbił się na paśmie górskim Cerro del Padre Amaya w Kolumbii, zabijając wszystkie 8 osób na pokładzie[4].

- 5 marca 1959, Vickers Viscount (nr. rej YS-09C) rozbił się krótko po starcie z międzynarodowego lotniska w Sandino w Nikaragui, po tym jak dwa silniki uległy awarii. Zginęło 15 z 19 osób znajdujących się na pokładzie[5].

- 2 maja 1976, Douglas DC-6 (nr. rej. YS-35C) przeleciał przez pas startowy podczas podejścia do lądowania na lotnisku Rubelsanto w Gwatemali. Nikt z członków załogi nie zginął[6].

- 2 lutego 1980, Lockheed L-188 Electra (nr. rej. YS-07C) zapalił się na ziemi na lotnisku w San Salvador, uszkadzając samolot nie do naprawienia[7].

- 24 maja 1988, Boeing 737-300 (nr. rej. N75356) jako lot 110 lecący do Nowego Orleanu doznał podwójnego zapalenia silników, w wyniku złej pogody. Samolot wylądował bez żadnych uszkodzeń na wałach przeciwpowodziowych w Michoud Assembly Facility. Nikt z 45 osób na pokładzie nie został ranny.

- 20 lipca 1988, Douglas DC-6 (nr. rej. N33VX) stracił moc trzech z czterech silników z powodu braku paliwa. Samolot próbował awaryjnie lądować, lecz skrzydło samolotu uderzyło w ziemię podczas lądowania w Golden Meadow. Wszystkie 3 osoby na pokładzie zginęły[8].

- 5 kwietnia 1993, Boeing 767-200 (nr. rej. N767TA) jako lot 510, przekroczył pas startowy na międzynarodowym lotnisku Gwatemala-La Aurora w Gwatemali z powodu niemożliwego wyhamowania na zalanym pasie startowym[9].

- 24 kwietnia 1995, Cessna Citation I (nr. rej. N120ES) przeleciał przez pas startowy podczas podejścia do lądowania na międzynarodowym lotnisku Comalapa w San Salvador, zderzając się z drzewami w odległości 762 metrów od pasa startowego. Obaj członkowie załogi na pokładzie przeżyli[10].

- 30 maja 2008, Airbus A320-200 (nr. rej. EI-TAF) jako lot 390, przekroczył zalany deszczem pas startowy podczas lądowania na międzynarodowym lotnisku Tegucigalpa-Toncontin w Hondurasie. Z 124 osób na pokładzie, 5 osób zmarło (w tym 2 na ziemi), a 65 osób zostało rannych.